# Ентоні Рендольф
Ентоні Рендольф (англ. Anthony Randolph; 15 липня 1989) — американський професійний баскетболіст. Виступає за клуб НБА «Денвер Наггетс» під 15 номером. Грає на позиції важкого форварда.

## Кар'єра в НБА
Рендольфа було обрано на драфті 2008 клубом «Голден-Стейт Ворріорс» під 14 загальним номером. На початку сезону Рендольф демонстрував не надто хороші статистичні показники та одержував порівняно мало ігрового часу. «Ворріорс» загалом теж демонстрували гру, котра залишала мало шансів на участь у плей-оф — одна з причин у тому, що лідери команд пропустили значну частину ігор через травми. Наприкінці сезону показники «Ворріорс» покращились, як і показники Ентоні — протягом останніх 12 ігор він набирав у середньому 13.5 очок, 10.5 підбирань, 1.6 блокшотів та 1.4 перехоплень за гру. Регулярну першість «Ворріорз» завершили, здобувши 29 перемог та 53 поразки.
9 липня 2010 року Рендольфа продали у «Нью-Йорк Нікс».
22 лютого 2011 Рендольф перейшов у «Тімбервулвз». 24 березня 2011, вийшовши у стартовому складі замість травмованого Кевіна Лава, Рендольф встановив особистий рекорд результативності — 31 очко за гру. У цій грі на його рахунку також 13 підбирань. У наступній грі Рендольф набрав 24 очка та 15 підбирань.
20 липня 2012 Рендольф перейшов у «Наггетс».

### Статистика кар'єри в НБА

#### Регулярний сезон
| Сезон   | Команда               | GP  | GS | MPG  | FG%  | 3P%  | FT%  | RPG | APG | SPG | BPG | PPG  |
| ------- | --------------------- | --- | -- | ---- | ---- | ---- | ---- | --- | --- | --- | --- | ---- |
| 2008–09 | Голден-Стейт Ворріорс | 63  | 22 | 17.9 | .462 | .000 | .716 | 5.8 | 0.8 | 0.7 | 1.2 | 7.9  |
| 2009–10 | Голден-Стейт Ворріорс | 33  | 8  | 22.7 | .443 | .200 | .801 | 6.5 | 1.3 | 0.8 | 1.5 | 11.6 |
| 2010–11 | Нью-Йорк Нікс         | 17  | 0  | 7.5  | .311 | .250 | .500 | 2.4 | 0.4 | 0.2 | 0.5 | 2.1  |
| 2010–11 | Міннесота Тімбервулвз | 23  | 3  | 20.1 | .498 | .000 | .703 | 5.2 | 1.1 | 0.8 | 0.7 | 11.7 |
| 2011–12 | Міннесота Тімбервулвз | 34  | 5  | 15.2 | .470 | .000 | .762 | 3.6 | 0.6 | 0.4 | 1.0 | 7.4  |
| 2012–13 | Денвер Наггетс        | 39  | 0  | 8.4  | .491 | .000 | .689 | 2.4 | 0.3 | 0.5 | 0.5 | 3.7  |
| 2013–14 | Денвер Наггетс        | 43  | 5  | 12.3 | .386 | .295 | .754 | 2.8 | 0.7 | 0.6 | 0.4 | 4.8  |
| Кар'єра |                       | 252 | 43 | 15.2 | .453 | .241 | .740 | 4.3 | 0.7 | 0.6 | 0.9 | 7.1  |

##### Плей-оф
| Сезон   | Команда        | GP | GS | MPG | FG%  | 3P%  | FT%  | RPG | APG | SPG | BPG | PPG |
| ------- | -------------- | -- | -- | --- | ---- | ---- | ---- | --- | --- | --- | --- | --- |
| 2013    | Денвер Наггетс | 5  | 0  | 6.0 | .818 | .000 | .727 | 1.2 | 0.0 | 0.4 | 0.0 | 5.2 |
| Кар'єра |                | 5  | 0  | 6.0 | .818 | .000 | .727 | 1.2 | 0.0 | 0.4 | 0.0 | 5.2 |